# Tormenta tropical Emilia (2006)
La tormenta tropical Emilia (designación del Centro Nacional de Huracanes: 06-E) fue un ciclón tropical que afectó en la península de Baja California en julio de 2006. La quinta tormenta nombrada de la temporada de huracanes del Pacífico de 2006, se desarrolló el 21 de julio a 650 km de la costa de México. Se desplazó hacia el norte hacia la costa, alcanzando vientos máximos de 105 km/h (65 mph) antes de volverse hacia el oeste y encontrar condiciones desfavorables. Emilia más tarde se volvió hacia el norte, pasando cerca de Baja California como una fuerte tormenta tropical. Posteriormente la tormenta se alejó más de la costa, y el 27 de julio se disipó.
La tormenta tiene vientos de tormenta tropical y precipitaciones a la costa suroeste de México. Posteriormente, Emilia produjo condiciones similares en la parte sur de la península de Baja California, donde su paso causó daños menores e inundaciones. La humedad de Emilia llegó al suroeste de los Estados Unidos, produciendo tormentas e inundaciones repentinas en Arizona, así como precipitaciones beneficiosas en el sur de California. No se reportaron números de fallecimientos en asociación con Emilia.

## Historia meteorológica

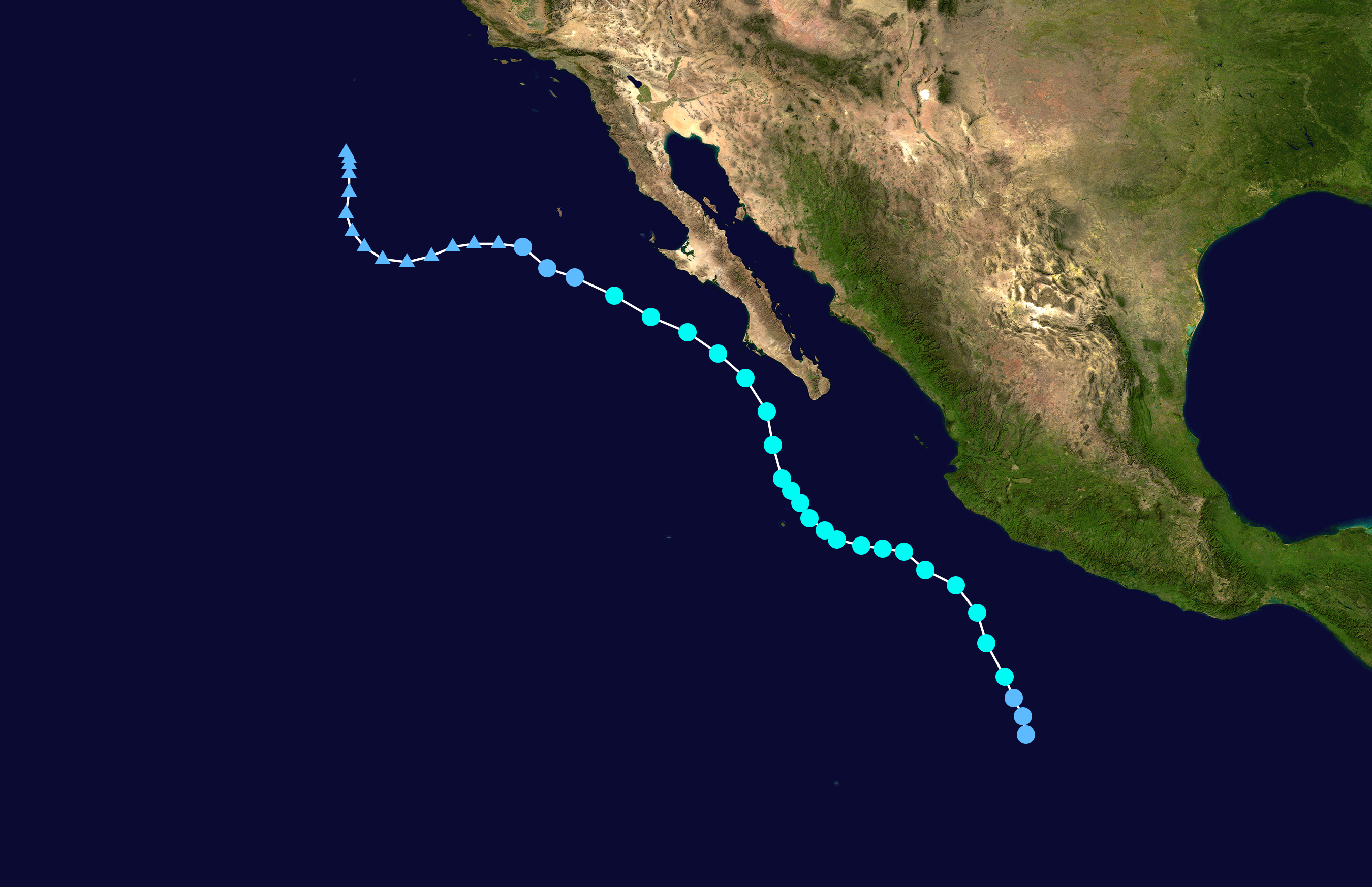
Trayectoria de Emilia

Los orígenes de Emilia fueron de una onda tropical que se convirtió en una depresión tropical el 21 de julio, a una corta distancia de la costa de Acapulco. Se movió hacia el noroeste hacia el noroeste, alcanzando estatus de tormenta tropical el 22 de julio y pasando a unos 175 millas (280 km) al suroeste de Manzanillo, Colima. Una barrera de ojo comenzó a formarse ese día, y Emilia alcanzó vientos máximos de 105 km/h. 
Se debilitó brevemente debido a la cizalladura del viento, aunque se produjo un fortalecimiento cuando la tormenta se dirigió hacia la península de Baja California. El 26 de julio, Emilia volvió a alcanzar vientos máximos de 105 km/h, y poco después pasó a unos 95 km al suroeste de la punta sur de Baja California. Se debilitó a medida que se convirtió en aguas más frías, primero a un estado de depresión tropical el 27 de julio y luego a un mínimo de convectivo-menor remanente el 28 de julio. Los restos se disipó el 31 de julio.

## Preparaciones

### Impacto
En el suroeste de México, Emilia produjo vientos de tormenta tropical a lo largo de la costa. Las precipitaciones en la parte sur de la península de Baja California causaron pequeñas inundaciones y vientos racheados causaron daños a edificios y líneas eléctricas. La humedad de Emilia llegó al sudoeste de los Estados Unidos. Las tormentas y la lluvia ocurrieron en Arizona, causando inundaciones. En el sur de California, la tormenta dejó caer una lluvia ligera, lo que ayudó a los bomberos a contener un incendio forestal.